# Adolf von Aust
Adolf von Aust, avstrijski general, * 9. junij 1862, † 5. januar 1938.

## Življenjepis
Med prvo svetovno vojno je bil nazadnje poveljnik 15. pehotne divizije.
Upokojen je bil 1. januarja 1919.

## Pregled vojaške kariere
Napredovanja
- generalmajor: 1. november 1914 (z dnem 15. novembrom 1914)
- podmaršal: 1. november 1917 (z dnem 30. novembrom 1917)